# Річард Дей
Річард Дей (англ. Richard Day; 9 травня 1896 — 23 травня 1972) — канадський художник-постановник, семиразовий переможець премії «Оскар», номінувався на неї ще 13 разів.
Колеги Дея неодноразово відзначали, що він був художником з чудовими технічними здібностями, чудовим почуттям розрізняти хороші ескізи від поганих, і зацікавленістю до якості своєї роботи. Деякі називали його «першокласним постановником», а деякі — «особливим». Його фільмографія містить у собі близько 265 фільмів, багато з яких визнані класикою світового кіно.

## Біографія
Річард Дей народився 9 травня 1896 року в місті Вікторія, Канада. Кінокар'єра молодого художника почалася, коли режисер Еріх фон Штрогейм виявив в ньому певний талант. Він і запросив Дея створити декорації для свого фільму «Карусель», проте ім'я художника з якоїсь причини в титрах так і не з'явилося.
В епоху німого кіно у світ вийшло безліч стрічок, до яких Дей доклав руку: «Беверлі з Гростарка» (1926), «Весільний марш», «Вупі!». За створення останнього постановник отримав першу в житті номінацію на «Оскар», але на церемонії вручення програв Максу Ре.
З 1927 по 1930 рокиДей працював в компанії MGM спільно з художником-постановником Седріком Гіббонсом. У 1930 році він влаштувався в кінокомпанію Samuel Goldwyn Productions, керував якою іменитий продюсер Семюел Голдвін. Пропрацювавши там 9 років, Дей остаточно змінив місце роботи, вирушивши до Дерріла Занука в 20th Century Fox. На той момент у Дея вже була одна статуетка «Оскара» за картину «Темний ангел».
Ключовим епізодом в біографії Річарда Дея є співпраця з режисером Еліа Казаном. Казан, спостерігаючи за успіхами Дея в кіно, покликав його на знімальний майданчик драми «Трамвай „Бажання“», для якої той згодом створив декорації і отримав п'ятого «Оскара». Їх наступна зустріч відбулася в 1954 році, коли Казан розпочав знімання нової стрічки «У порту». Завдяки втручанню Дея у виробництво фільму, обстановка фільму стала відповідати обстановці в цьому порту. Важка і вивірена робота принесла Дею сьомий і останній в житті «Оскар».
Останньою роботою Річарда Дея в кіно стала військова драма «Тора! Тора! Тора!», яка принесла художнику фінальну номінацію на премію Академії. Дей помер 23 травня 1972 року в Голлівуді, штат Каліфорнія.

## Премія «Оскар»

### Перемога
- «Темний ангел» / The Dark Angel (1935)
- «Додсворт» / Dodsworth (1936)
- «Якою зеленою була моя долина» / How Green Was My Valley (1941)
- «Моя дівчина Сел» / My Gal Sal (1942)
- «Це понад усе» / This Above All (1942)
- «Трамвай „Бажання“» / A Streetcar Named Desire (1951)
- «У порту» / On the Waterfront (1954)

### Номінація
- «Вупі!» / Whoopee! (1931)
- «Ерровсміт» / Arrowsmith (1931)
- «Романи Челліні» / The Affairs of Cellini (1934)
- «Глухий кут» / Dead End (1937)
- «Божевілля Голдвіна» / The Goldwyn Follies (1938)
- «Навіть по-аргентинськи» / Down Argentine Way (1940)
- «Ліліан Рассел» / Lillian Russell (1940)
- «Кров та пісок» / Blood and Sand (1941)
- «Лезо бритви» / The Razor's Edge (1946)
- «Жанна д'Арк» / Joan of Arc (1948)
- «Ганс Крістіан Андерсен» / Hans Christian Andersen (1952)
- «Найвеличніша історія з коли-небудь розказаних» / The Greatest Story Ever Told (1965)
- «Тора! Тора! Тора!» / Tora! Tora! Tora! (1970)